# Вьюшков, Лаврентий Иванович
Лаврентий Иванович Вьюшков (1898, с. Боты, Сретенский уезд, Забайкальская область, Российская империя — 22 сентября 1938, Хабаровск, РСФСР) — советский государственный деятель, председатель Хабаровского облисполкома (1937—1938).

## Биография
В 1937—1938 гг. — председатель исполнительного комитета Хабаровского областного Совета рабочих, крестьянских и красноармейских депутатов.
В июне 1938 г. был арестован. В сентябре 1938 г. выездной сессией Военной Коллегии Верховного Суда СССР за контрреволюционную деятельность был приговорен к высшей мере наказания. 13 августа 1957 г. Военной коллегией Верховного Суда СССР был реабилитирован.